# Marcel Kalz
Marcel Kalz (Berlín, 9 de març de 1987) és un ciclista alemany especialitzat en la pista. Ha guanyat alguns campionats nacionals i curses de sis dies.

## Palmarès
- 2007
  -  Campió d'Europa sub-23 en Madison (amb Erik Mohs)
  -  Campió d'Alemanya en Madison (amb Robert Bengsch)
- 2008
  -  Campió d'Alemanya en Madison (amb Robert Bengsch)
- 2011
  -  Campió d'Alemanya en Madison (amb Robert Bengsch)
- 2012
  -  Campió d'Alemanya en Madison (amb Robert Bengsch)
- 2013
  -  Campió d'Alemanya en Puntuació
  - 1r als Sis dies de Bremen (amb Franco Marvulli)
- 2014
  -  Campió d'Alemanya en Madison (amb Leif Lampater)
  - 1r als Sis dies de Copenhaguen (amb Robert Bartko)
- 2015
  - 1r als Sis dies de Bremen (amb Alex Rasmussen)
  - 1r als Sis dies de Berlín (amb Leif Lampater)
- 2016
  -  Campió d'Alemanya en Puntuació
- 2017
  - 1r als Sis dies de Bremen (amb Iljo Keisse)